# إيور، خراسان الشمالية
إيور (بالفارسية: ايور) هي مدينة تقع في الجزء الأوسط في مقاطعة غرمه في محافظة خراسان الشمالية في إيران. و كانت قرية إيور في السابق مركزًا لقرية ميان دشت الريفية في الجزء الأوسط من مقاطعة جاجرم حتى تم نقل مركزها إلى قرية أمير آباد.

## السكان
في عام 2006، كانت إيور قرية تابعة لقرية ميان دشت في الجزء الأوسط من مقاطعة جاجرم، وكان عدد سكانها 4664 نسمة في 1095 أسرة.. وفي ذلك الوقت تم فصل القرية عن المقاطعة عند إنشاء مقاطعة غرمة ونقلها إلى المنطقة المركزية الجديدة. تمت ترقية إيور إلى مدينة في عام 2016. وفقا لاحصاء عام 2016، بلغ عدد سكان المدينة 3994 نسمة في 1171 أسرة.